# Yanina Gaitán
Yanina Gaitán (11 maggio 1980) è un'ex calciatrice argentina, di ruolo centrocampista.

## Carriera

### Club
Yanina Gaitán in carriera ha giocato nel Campeonato de Fútbol Femenino militando nelle squadre del Boca Juniors, River Plate, San Lorenzo e Racing fino al suo ritiro. In seguito nel Club Deportivo UAI Urquiza ha affiancato il tecnico come assistente allenatore.

### Nazionale
Gaitán condivide il percorso della nazionale argentina che la vede classificarsi al secondo posto all'edizione 2003 del campionato sudamericano e qualificarsi quindi alla fase finale del Mondiale degli Stati Uniti 2003.
Inserita in rosa dal tecnico José Carlos Borrello, viene impiegata in due delle tre partite giocate dall'Argentina nel gruppo C. Fu l'unica giocatrice a siglare, il 27 settembre al RFK Stadium di Washington, una rete nel torneo per la propria nazionale, quella al 71' del parziale 4-1 con la Germania, incontro poi terminato 6-1 per le tedesche.
Di conseguenza detiene anche il primato come prima atleta a segnare una rete per l'Argentina in un torneo internazionale FIFA per nazioni.